# Ludwika Rauth
Ludwika Bronisława Rauth (z domu Opałka, w źródłach również jako Ludwika Opałka-Rauth, ur. 30 sierpnia 1924 w Żołyni, zm. 17 marca 2005 w Warszawie) – żołnierz 1 Samodzielnego Batalionu Kobiecego im. Emilii Plater, absolwentka Szkoły Oficerskiej w Riazaniu, dowódca kompanii moździerzy 8 pp 3 Dywizji Piechoty im. R. Traugutta, uczestniczka walk z Ukraińską Powstańczą Armią, po wojnie technik budowlany. Dama orderu Virtuti Militari.

## Życiorys
Urodziła się 30 sierpnia 1924 w Żołynii. Jej rodzicami byli gajowy Piotr Opałka i Marcela z domu Barszczowska. Miała czworo rodzeństwa: Franciszka, Elżbietę, Mariana i Stefanię. W 1928 roku rodzina Opałków przeprowadziła się do Starzewa. W 1937 roku Ludwika ukończyła szkołę powszechną w Chyrowie, następnie rozpoczęła naukę w gimnazjum w Dobromilu. Naukę przerwała po wkroczeniu wojsk sowieckich do Polski Wschodniej.
Na początku 1940 roku rodzina Opałków została wysiedlona do osady leśnej Spusk w pobliżu Krasnouralska. Tam pracowała przy wyrębie lasów, wywózce i spławianiu drewna. W 1941 roku przeniosła się do Krasnoulska, gdzie wydobywali miedź. W sierpniu 1941 roku przenieśli się do kołchozu w Nikolsku w Baszkortostanie.
W sierpniu 1943 roku Ludwika i jej siostra Elżbieta zostały wezwane do wojska. Tam z braćmi dotarły do Sielc nad Oką. Siostry zostały wcielone do 1 Samodzielnego Batalionu Kobiecego im. Emilii Plater. W połowie września 1943 roku skierowano je do Szkoły Oficerskiej 1. Korpusu Polskiego w Riazaniu. Ludwikę przydzielono do szkolnego plutonu moździerzy. Odbyła szkolenie na równi z mężczyznami. Jako chorąży 9 lutego 1944 roku została przydzielona do 8 pp 3 Dywizji Piechoty im. Romualda Traugutta na stanowisko dowódcy plutonu moździerzy 82 mm. Początkowo nie radziła sobie jako dowódca, podlegający jej żołnierze (zarówno doświadczeni jak i młodzi) wyrażali niezadowolenie, że dowodzi nimi młoda oficer-kobieta. Z czasem zdobyła wśród nich zaufanie i reputację. W połowie lipca 1944 roku z 8 pp w składzie 3 Dywizji Piechoty im. Romualda Traugutta wyruszyła z okolic Kiwerc na front. 23 lipca dywizja przekroczyła Bug, następnie dotarła do Dęblina i Puław. 6 sierpnia oddziały ruszyły w stronę przyczółku warecko-magnuszewskiego, aby zastąpić jednostki sowieckie.
12 sierpnia Ludwika Opałka dowodziła plutonem podczas forsowania Wisły. Tego samego dnia 3 DP im. Romualda Traugutta ruszyła w kierunku płonącej Warszawy. 19 sierpnia pluton Ludwiki Opałki zajął pozycję na ulicy Grochowskiej na Pradze. Tam Opałka prowadziła szkolenia do walki w mieście. 17 stycznia 1945 roku pułk wkroczył na Mokotów, następnego dnia wyruszył do Bydgoszczy. 26 stycznia pluton Opałki brał udział w walkach o Bydgoszcz. Stamtąd ruszył na zachód. W Gorzowie Wielkopolskim pluton Opałki miał za zadanie chronić tamtejsze obozy jeńców niemieckich. 19 kwietnia Opałka została ranna podczas walk o przyczółek gozdowiecki w rejonie Writzen nad Starą Odrą. Do czerwca 1945 roku odbywała leczenie w szpitalu wojskowym w Bydgoszczy.
W czerwcu 1945 roku Rauth została przeniesiona na Lubelszczyznę. Do demobilizacji (10 września 1946 roku) walczyła z Ukraińską Powstańczą Armią. Po walkach wraz z mężem zamieszkała we Wrocławiu.
W 1949 roku rozpoczęła pracę jako technik budowlany w Zarządzie Nieruchomości Komunalnych. Pomimo trudności ukończyła technikum budowlane. Podczas nauki w technikum opiekowała się schorowanymi rodzicami. W 1953 roku z mężem przeniosła się do Warszawy, mieszkała przy ul. Marszałkowskiej. Pracowała w Ministerstwie Budownictwa Mieszkaniowego, od 1961 roku w Garnizonowej Administracji Mieszkań Warszawa-Śródmieście. W 1989 roku przeszła na emeryturę.
W 1958 roku została mianowana podporucznikiem, 1978 porucznikiem, 1983 kapitanem. 17 lutego 1975 roku została odznaczona Krzyżem Srebrnym Orderu Wojennego Virtuti Militari.
Była aktywnie społecznie, działała w klubach kombatanckich. Należała do Związku Inwalidów Wojennych, Klubu Riazańczyków, od 2001 roku również do Memoriału Generał Marii Wittek, powołanego przez Fundację „Archiwum Pomorskie Armii Krajowej” (ob. Fundacja Generał Elżbiety Zawackiej).
W czerwcu 1945 roku wyszła za mąż za Franciszka Rautha, oficera 1 Dywizji Piechoty im. Tadeusza Kościuszki, następnie dowódcy kompanii moździerzy w 8 pp 3 Dywizji Piechoty im. Romualda Traugutta. Małżeństwo było bezdzietne.
Zmarła 17 marca 2005 roku w Warszawie. Została pochowana na Cmentarzu Wojskowym na Powązkach w kwaterze H3.

## Odznaczenia (wybrane)
- Krzyż Srebrny Orderu Wojennego Virtuti Militari (1975)[5]
- Krzyż Walecznych (1945, za walki na przyczółku warecko-magnuszewskim i podczas powstania warszawskiego)[5][6]
- Krzyż Kawalerski Orderu Odrodzenia Polski (za walki podczas powstania warszawskiego)[5][7]
- Złoty Krzyż Zasługi[5]
- Srebrny Medal „Zasłużony na Polu Chwały” (1946)[5]
- Warszawski Krzyż Powstańczy[5]